# Хуан Баутіста де Помар
Хуан Баутіста де Помар (*Juan Bautista de Pomar, бл. 1535 —між 1590 та 1601) — письменник і історик віцекоролівства Нова Іспанія.

## Життєпис
Був сином іспанського конкістадора та індіанки, доньки (від рабині) Несауалькойотля, тлатоані Тескоко. Замолоду Помар висував претензії на володіння містом Тескоко (яке тоді було автономною державою), проте частково програв законним синам Незауалпілі. Втім отримав 1/3 від бажаного спадку.
Отримане майно дозволило йому вільно займатися літературною діяльністю. Про його кар'єрні здобутки в адміністрації віцекоролівства Нова Іспанія невідомо. Також відсутні точні відомості щодо дати його смерті — це відбулося між 1590 та 1601 роками.

## Творчість
Значною історичною працею Помара є «Повідомлення з Тескоко», який було складено у 1582 році. Спираючись головним чином на свідоцтва старих індіанців, Помар склав своєрідну збірку відповідей на запитальник, затверджений 1577 року іспанським королем Філіпом II і розісланий до заморських володінь Іспанії з метою складання їх детального історико-географічного опису. «Повідомлення» збереглося в неповній копії початку XVII ст. і містить надзвичайно цікаві, частково унікальні, відомості стосовно релігії, обрядів, громадських і державних інститутів, військової справи, законодавства та звичів індіанців Центральної Мексики XV—XVI століть, а також цікаві дані з медицини та ботаніки. Власне історичні матеріали в «Повідомленні» представлені досить фрагментарно, хоча дозволяють підтвердити й уточнити низку повідомлень істориків Хосе де Торкемада і Іштлільшочітля. Крім того тут Помар виступає панегеристом Тескоко, нічого не вигодауючи й не додаючи від себе, намагаючись бути об'єктивним у викладені фактів. Ця праця у 2011 році перекладено російською мовою українським лігвістом В.Талахом.
У 1585 році видав літературну збірку «Романси володарів Нової Іспанії», що є важливим джерелом з поезії ацтеків. В ній переважно представлені віршовані твори родичів Помара — Несауалькойотля та Незауалпілі